# Liste der Kulturgüter in Echarlens
Die Liste der Kulturgüter in Echarlens enthält alle Objekte in der Gemeinde Echarlens im Kanton Freiburg, die gemäss der Haager Konvention zum Schutz von Kulturgut bei bewaffneten Konflikten, dem Bundesgesetz vom 20. Juni 2014 über den Schutz der Kulturgüter bei bewaffneten Konflikten sowie der Verordnung vom 29. Oktober 2014 über den Schutz der Kulturgüter bei bewaffneten Konflikten unter Schutz stehen.
Objekte der Kategorien A und B sind vollständig in der Liste enthalten, Objekte der Kategorie C fehlen zurzeit (Stand: 1. Januar 2023).

## Kulturgüter
| Foto |                                                                                  | Objekt | Kat. | Typ | Standort                            | Beschreibung |
| ---- | -------------------------------------------------------------------------------- | --- | ---- | --- | ----------------------------------- | --- |
| BW   | Datei hochladen                                                                  | En Barras, gallo-römischer vicus mit Tempel von Tronche-Bélon / En Barras, vicus gallo-romain avec temple de Tronche-Bélon KGS-Nr.: 01300 | A    | F   | 571459 / 166561                     | Objekt liegt zum Teil auf dem Gemeindegebiet von Echarlens (Nr. 01300), von Marsens (Nr. 02224) und von Riaz (Nr. 01284) |
| ja   | Datei hochladen · Wikidata zu Pfarrkirche Notre-Dame-de-l'Assomption (Q29479053) | Pfarrkirche Notre-Dame-de-l'Assomption / Église paroissiale Notre-Dame-de-l'Assomption KGS-Nr.: 09952                                     | A    | G   | Route des Églises 8 572192 / 166367 | |
| ja   | Datei hochladen · Wikidata zu Kapelle Saint-Garin (Q29689427)                    | Kapelle Saint-Garin / Chapelle Saint-Garin KGS-Nr.: 13061                                                                                 | B    | G   | Route du Village 80 571874 / 166659 | |